# Silent Shout
Silent Shout trzeci studyjny album szwedzkiego duetu The Knife wydany w 2006 roku.

## Lista utworów
1. "Silent Shout" – 4:53
2. "Neverland" – 3:37
3. "The Captain" – 6:08
4. "We Share Our Mothers' Health" – 4:11
5. "Na Na Na" – 2:27
6. "Marble House" – 5:18
7. "Like a Pen" – 6:12
8. "From Off to On" – 3:57
9. "Forest Families" – 4:08
10. "One Hit" – 4:27
11. "Still Light" – 3:15